# Інадзума (1932)
Інадзума (Inazuma, яп. 電) — ескадрений міноносець Імперського флоту Японії, який брав участь у Другій світовій війні.
Корабель, який став двадцять четвертим серед есмінців типу «Фубукі», спорудили у 1932 році на верфі Fujinagata у Осаці.
На момент вступу Японії до Другої світової війни «Інадзума» належав до 6-ї дивізії ескадрених міноносців, яка 2 грудня 1941-го прибула з Японії до Мако (важлива база ВМФ на Пескадорських островах у південній частині Тайванської протоки). «Інадзума» та ще один есмінець дивізії «Ікадзучі» виділили для участі у блокаді Гонконгу, де вони мали взаємодіяти із легким крейсером «Ісудзу» (а от два інші есмінці 6-ї дивізії вирушили 4 грудня з Мако у складі охорони загону великих артилерійських кораблів адмірала Кондо, що мав забезпечувати загальне прикриття сил вторгнення до Малаї та на Філіппіни). Можливо зустріти вказівки, що в цей період «Інадзума» разом із зазначеним крейсером взяв участь у потопленні канонерських човнів HMS Cicada та HMS Robin. Втім, зазвичай зазначають, що перший з цих кораблів потопила авіація, а другий був знищений самими британцями, щоб запобігти потраплянню до рук ворога після падіння міста.
Гонконг капітулював 25 грудня 1941-го, а 1 січня 1942-го «Інадзума» вже був у Такао (наразі Гаосюн на Тайвані). 2 січня «Інадзума» та «Ікадзучі» рушили для супроводу важкого крейсера «Асігара», який мав стати флагманом сил, що вели наступ з півдня Філіппін на схід Нідерландської Ост-Індії. 6 січня 1942-го «Асігара» та есмінці супроводу прибули до Давао на південному узбережжі філіппінського острова Мінданао (тут японський десант висадився ще 20 грудня 1941-го).
Найближчими днями «Інадзума» разом «Ікадзучі» залучили до охорони 2 важких крейсерів 5-ї дивізії, які 9 січня 1942-го вийшли з Давао в межах операції з висадки у Менадо на північно-східному півострові острова Целебес. Десантування успішно відбулося в ніч проти 11 січня, проте загін дистанційного прикриття виконував свої функції ще кілька діб перш ніж повернутись до Давао 14 числа.
20 січня 1942-го той самий загін рушив з Давао для прикриття десанту на південно-східний півострів острова Целебес до Кендарі. Ще на виході з затоки Давао «Інадзума» зіткнувся з транспортом «Сендай-Мару» та зазнав певних пошкоджень. Як наслідок, «Ікадзучі» супроводжував крейсери разом з іншим есмінцем, а «Інадзума» спершу пройшов аварійне відновлення за допомогою ремонтного судна «Акасі», а 26—29 січня пройшов до Мако для ремонту, що тривав до 17 лютого.
Далі «Інадзума» перейшов до сусіднього Такао (наразі Гаосюн на Тайвані), де кілька діб очікував важкий крейсер «Мьоко», що теж завершував ремонт. 21 лютого 1942-го «Інадзума» розпочав ескортування «Мьоко» та 25 числа прибув з ним до Макассару (південно-західний півострів острова Целебес). Тут вони об'єднались із «Асігара» та двома есмінцями його ескорту і утворили загін, що невдовзі вийшов у море для підтримки операції по висадці десанту на схід Яви. Він попрямував у район на північ від острова Кангеан (лежить за три сотні кілометрів на схід від Сурабаї), наближаючись таким чином до місця майбутньої битви у Яванському морі. В останній 27 лютого зіткнулись союзні кораблі, що базувались у Сурабаї на сході Яви, та японське з'єднання, яке прокладало дорогу конвою з військами. Японці здобули рішучу перемогу, а вцілілі кораблі союзників відійшли до Сурабаї та Батавії.
1 березня 1942-го британський важкий крейсер HMS Exeter у супроводі двох есмінців спробував прорватись із Сурабаї у напрямку Австралії в обхід Яви зі сходу, що призвело до зіткнення, відомого як Друга битва у Яванському морі. Першим незадовго до опівдня вступив у бій загін Асігари, а через годину союзні кораблі наздогнали 2 інші японські важкі крейсери, які до того виграли першу битву. За кілька хвилин британський крейсер отримав перше влучання снарядом, а потім по ньому провели вдалу торпедну атаку «Інадзума» та есмінець «Акебоно» (є підстави вважати, що саме «Інадзума» випустив дві торпеди, які поцілили HMS Exeter). Після загибелі ворожого крейсера «Інадзума» підібрав 379 членів його екіпажу (ще чотири сотні підбере наступної доби «Ікадзучі») та 2 березня висадив їх у Банджермасіні (південно-східне завершення острова Борнео).
3 березня 1942-го «Інадзума» підібрав ще півтори сотні ворожих моряків з американського есмінця «Поуп», який двома днями раніше супроводжував Exeter, зміг вирватись з місця бою, але у підсумку був потоплений авіацією. 5 березня есмінець досягнув до Макассару. 12 березня 1942-го «Інадзума» прибув до затоки Субік-Бей поблизу Маніли, а 19—26 березня супроводив звідси конвой до Куре, після чого став на ремонт у Йокосуці.
22—26 травня 1942-го «Інадзума» та ще один есмінець у межах підготовки мідвейсько-алеутської операції ескортував 2 важкі крейсери 4-ї дивізії з Куре до Омінато (важлива база ВМФ на північному завершенні Хонсю), де збиралось велике угруповання для дій на Алеутах. Після цього 26 травня 1942-го ці ж есмінці вийшли в море як охорона флагманського крейсера П'ятого флоту «Наті». З 11 по 18 червня «Інадзума» займався патрульно-ескортною службою в районі Киски та Атту (два острови на заході Алеутського архіпелагу, захоплені японцями за кілька діб до того), а потім з 28 червня по 10 липня знову патрулював біля Киски (можливо відзначити, що «Наті» 23 червня прибув до Омінато, проте 28 червня звідси знову вийшло потужне угруповання, яке перебувало в морі більш як два тижні). 5 липня «Інадзума» врятував кілька десятків моряків з есмінця «Ненохі», потопленого підводним човном в районі острова Агатту (між Атту та Кискою).
З 15 по 31 липня 1942-го «Інадзума» пройшов доковий ремонт у Йокосуці, після чого повернувся до патрульно-ескортної служби у північній зоні. В якийсь момент корабель прибув на Киску та у період з 15 по 20 серпня здійснив проведення на буксирі до острова Шумшу (Курильський архіпелаг) есмінця «Сірануї», який був важко пошкоджений підводним човном ще на початку липня та більш як місяць проходив на місці аварійний ремонт.
29—31 серпня 1942-го «Інадзума» пройшов з Омінато до Куре, де певний час брав участь у тренуваннях авіаносців «Дзюнйо» та «Хійо», а 4—9 жовтня разом зі ще одним есмінцем супроводив їх до атола Трук (головна база японського ВМФ у Океанії, розташована у центральній частині Каролінських островів). На той час у регіоні вже два місяці йшла важка битва за Гуадалканал і вже 11 жовтня японський флот полишив Трук у межах підтримки операцій на Гуадалканалі (обстріл аеродрому Гендерсон-Філд, проведення 1-го штурмового конвою до Тассафаронга). «Інадзума» разом з «Ізонамі» продовжував ескортувати названі вище авіаносці, які придали з'єднанню великих артилерійських кораблів адмірала Кондо. 21 жовтня на «Хійо» виникла пожежа, після якої він не міг розвивати швидкість більш як 16 вузлів. Як наслідок, цей авіаносець у супроводі «Інадзума» та «Ізонамі» відправили на Трук, тоді як «Дзюнйо» під охороною есмінців «Куросіо» та «Хаясіо» залишився у морі та 26 жовтня взяв участь у великій битві авіаносних з'єднань при островах Санта-Круз. Того ж 26 жовтня загін «Хійо» дістався Труку.
Невдовзі японське командування запланувало велику операцію з доставки на Гуадалканал підкріплень, яка в підсумку вилилась у вирішальну битву надводних кораблів біля острова. 9 листопада з Труку вийшов загін адмірала Абе, два лінкори якого напередодні підходу транспортів мали провести артилерійський обстріл аеродрому Гендерсон-Філд (за місяць до того така операція була проведена доволі вдало). «Інадзума» разом зі ще 5 есмінцями та легким крейсером входив до охорони головних кораблів, при цьому у підсумку до них приєднались ще 5 есмінців, які вийшли з якірної стоянки Шортленд (прикрита групою невеликих островів Шортленд акваторія біля південного завершення острова Бугенвіль, де зазвичай відстоювались бойові кораблі та перевалювались вантажі для подальшої відправки далі на схід Соломонових островів). У ніч проти 13 листопада біля Гуадалканалу загін Абе перестріло американське з'єднання із крейсерів та есмінців, яке зазнало значних втрат, проте зірвало обстріл аеродрому. Існує версія, що в цьому бою «Інадзума» зміг торпедувати важкий крейсер «Портленд» (повернувся до виконання бойових завдань лише у травні 1943-го), втім, на цей же успіх претендують есмінці «Ікадзучі» та «Юдачі». У підсумку «Інадзума» відійшов у ескорті лінкору «Кірішіма» (а от другий лінкор адмірала Абе після отриманих в бою пошкоджень був добитий вдень авіацією).
В ніч з 14 на 15 листопада японський загін із лінкора «Кірісіма», 2 важких та 2 легких крейсерів під охороною «Інадзума» та ще 8 есмінців знову спробував обстріляти Гендерсон-Філд, щоб підвищити шанси на розвантаження 4 суднам, які залишились від транспортного конвою (вдень 14 листопада останній був розгромлений авіацією, 6 транспортів затонуло, 1 був пошкоджений та попрямував на Шортленд). Операцію зірвало американське з'єднання, головну силу якого становили два лінкори. «Інадзума» разом з кількома іншими есмінцями та легким крейсером випустили більш як три десятки торпед, маючи за мету вразити лінкор «Саут Дакота», проте всі вони поминули головну ціль, хоча й потопили три есмінці. У підсумку японці зазнали поразки і втратили «Кірісіма», а «Інадзума» 18 листопада прибув на Трук.
20—22 листопада 1942-го «Інадзума» разом зі ще трьома есмінцями пройшов з Труку до Рабаула (головна передова база в архіпелазі Бісмарка), після чого був залучений до операцій на Новій Гвінеї, де тижнем раніше союзники почали наступ на район Буна-Гона (обернене до Соломонового моря узбережжя півострова Папуа). Спершу 23 листопада «Інадзума» та 4 інші есмінці (до тих, що прибули з Трука, приєднався ще один) вирушили для доставки підкріплень та припасів до Лае (в глибині затоки Хуон, за дві з половиною сотні кілометрів на північний захід від Буна). Ввечері 24 листопада ворожі літаки, скориставшись підсвіткою від місячного сяйва, кілька разів атакували загін та у підсумку змогли потопити есмінець «Хаясіо», тоді як інші кораблі перервали рейс та повернулись на базу.
У наступні кілька тижнів «Інадзума» тричі виходив до самої Буни — 1, 8 та 11 грудня 1942-го, при цьому другий похід довелось через атаку авіації, а третій рейс тривав аж до 14 грудня, оскільки з метою введення ворога в оману шлях до Буни проклали аж через острови Адміралтейства.
16 грудня 1942-го «Інадзума» разом з трьома іншими есмінцями та легким крейсером «Тенрю» вийшов для супроводу суден з військами для організації японської бази на Новій Гвінеї у Маданзі. Під час перебування в районі останнього крейсер 18 грудня був потоплений американським підводним човном, а есмінці 20 грудня повернулись до Рабаулу.
26 грудня 1942-го Ізонамі разом зі ще 5 есмінцями вийшов з Рабаула для доставки загону до центральної частини Соломонових островів на схід архіпелагу Нью-Джорджія (унаслідок несприятливого розвитку битви за Гуадалканал японці з листопада узялись за облаштування тут баз). Здійснивши 27 грудня висадку на якірній стоянці Вікхем (острів Вагуну), загін 28 грудня повернувся на базу.
2 січня 1943-го есмінець виходив у транспортний рейс до Гуадалканалу, причому в якийсь момент «Інадзума» відокремився від своєї групи для ескортування есмінця «Судзукадзе», який входив виконував функцію прикриття та отримав пошкодження від близьких розривів авіабомб.
5—7 січня 1943-го Ізнадзума прямував з Рабаула на Трук, а 7—12 січня разом зі ще 4 есмінцями супроводив авіаносець, лінкор та важкий крейсер з Труку до Японії, після чого пройшов тут доковий ремонт.
По завершенні ремонту «Інадзума» 5—9 лютого 1943-го супроводив конвой з Йокосуки до Омінато, після чого узявся за патрульно-ескортну службу в північній зоні. З 7 по 13 березня «Інадзума» разом зі ще 5 есмінцями супроводжували 2 важкі та 2 легкі крейсери, які прикривали легкий крейсер та два транспорти, що 10 березня доставили припаси на Атту. 23 березня «Інадзума» у складі того ж загону прикриття вийшов у море для охорони трьох транспортів, які прямували на Атту. Рейс був перерваний зіткненням 26 березня з американським з'єднанням біля Командорських островів, яке призвело до кількагодинного бою та скасування операції. Під час цих подій «Інадзума» перебував у кінці колони та фактично не брав участі в бою. 13—16 квітня есмінець прослідував з Парамуширу (Курильські острови до Йокосуки для чергового ремонту).
5—11 травня 1943-го «Інадзума» супроводив навчальний крейсер «Каторі» з Японії на Трук, після чого протягом наступних семи місяців ескортував численні конвої на лінії між Труком та Йокосукою (зокрема, конвої № 4514 та № 3526 у травні, № 3619 у червні, з 27 липня по 6 серпня, № 3809 у серпні, № 3101 у листопаді, № 3201 у грудні). Під час виконання цих завдань есмінець 4 грудня 1943-го провадив порятунок вцілілих з транспорту «Хійосі-Мару», який слідував на Трук у конвої № 3201 та був потоплений підводним човном. 10 листопада «Інадзума» виходив з Труку для забезпечення додаткової охорони конвою з Сайпану, на який здійснив напад ворожий підводний човен.
14—19 грудня 1943-го «Інадзума» здійснив транспортний рейс з Труку до острова Кусаїє (східні Каролінські острови) та назад.
21 грудня 1943-го «Інадзума» виходив з Труку, щоб разом з трьома іншими есмінцями провести порятунок моряків з танкера «Терукава-Мару», що прямував на Сайпан і також був потоплений підводним човном.
27 грудня 1943 — 2 січня 1944 «Інадзума» разом зі ще двома есмінцями супроводили з Труку до Куре авіаносець та легкий авіаносець, а з 12 січня по 19 лютого 1944-го «Інадзума» та ще один есмінець охороняли ескортний авіаносець «Кайо», який здійснив рейс із заходом до Маніли, Сінгапуру, Таркана (центра нафтовидобувної промисловості на східному узбережжі Борнео), Палау (важливий транспортний хаб на заході Каролінських островів), Труку та у підсумку повернувся до Куре. З 1 березня по 10 квітня «Інадзума» та той самий есмінець супроводжували легкий авіаносець «Тійода», який пройшов маршрутом Йокосука — Сайпан і Гуам (Маріанські острови) — Палау — Балікпапан (ще один нафтовидобувної промисловості на сході Борнео) — знову Палау — знову Балкіпапан — Давао — Куре.
Після повернення до Японії «Інадзума» до кінця квітня 1944-го проходив ремонт, а 3 травня разом зі ще 2 есмінцями та ескортним авіаносцем «Тайо» рушив у складі охорони конвою HI-61 (загони з таким позначенням водили на критично важливій для японської економіки трасі між портом Моджі та Сінгапуром). 9 травня HI-61 зайшов до Маніли, а за кілька діб рушив далі. Втім, «Інадзума» та ще один есмінець вже відділились від нього та почали ескортувати три танкери до Балікпапану (останні мали обслуговувати головні сили флоту, які в межах підготовки до протидії очікуваному нападу союзників на головний оборонний периметр імперії прибули до Таві-Таві у філіппінському архіпелазі Сулу). 14 травня в протоці, яка сполучає моря Сулу та Сулавесі, американський підводний човен «Боунфіш» торпедував «Інадзума». У есмінця відірвало корму і за 8 хвилин корабель затонув, загинув 161 моряк. Ще 125 осіб, які перебували на борту, врятував есмінець «Хібікі».